# Герб Будапешта
Герб Будапешта  (столиці Угорщини) існує з 1873 року, коли три головні міста на березі Дунаю (Буда, Пешт і Обуда були об'єднані в одне, після того, як проіснували протягом тисячоліття окремо. Міський комітет, який планував об’єднання міста, звернувся до майстра-живописця Лайоша Фрідріха з проханням створити герб на основі попередніх символів і гербів міст.

## Опис герба
Герб складається з двох гербів: верхній містить замок з однією вежею, що символізує Пешт, а також нижній замок із трьома вежами, який фактично символізує Буду (де розташований королівський палац Буди ). Хвиляста біла смуга посередині обох гербів символізує річку Дунай, яка розділяє Буду та Пешт (проходить через центр міста). У верхній частині герба лежить корона Святого Іштвана, лев, що стоїть на двох лапах, хапає кігтями символ міста з лівого боку, а міфологічний грифон стоїть з правого боку.

## Історія
Після того, як Угорщина була захоплена радянськими військами, герб втратив Святу Корону і використовувався з 1946 по 1949 рік без неї. Між 1964 і 1990 роками використовувався новий герб, який уникав використання традиційних угорських символів, які не відповідали комуністичним ідеалам. Після падіння комуністичного режиму в Угорщині був знову відновлений оригінальний герб, створений у 1873 році. 

## Галерея

1873 – 1930
1930 – 1946
1946 – 1949
1949 – 1956
1956 – 1957
1957 – 1964
1964 – 1990